# فيروس (أغنية)
فايروس أو فيروس (بالإنجليزية: Virus)‏ هي أغنية دي جي الهولندي والمنتج تسجيلات مارتن غاركس وموتي. صدرت كتنزيل رقمي بتاريخ 13 أكتوبر 2014 على بيتبورت وفي 27 أكتوبر 2014 على آي تيونز قام بتأليف الأغنية مارتن غاركس ونيكلاس لوندين وليون بول بالمن وموتي وجيني والستروم.

## الفيديو الموسيقي
صدر فيديو موسيقي المرافق للإصدار لأول مرة على يوتيوب في 13 أكتوبر 2014 بطول إجمالي قدره ثلاث دقائق وتسع عشرة ثانية.

## التصنيفات الأسبوعية
| التصنيف (2014)                                  | المركز |
| ----------------------------------------------- | ------ |
| Belgium (أولتراتوب Flanders)                    | 34     |
| Belgium (أولتراتوب Wallonia)                    | 2      |
| France (سنديكا ناسيونال دي ليديسيون فونوغرافيك) | 50     |
| Netherlands (دتش توب 40)                        | 26     |
| Netherlands (Mega Single Top 100)               | 27     |

## تاريخ الإصدار
| المنطقة | التاريخ         | الشكل      | الشركة        |
| ------- | --------------- | ---------- | ------------- |
| هولندا  | 27 October 2014 | تنزيل رقمي | سبينن ريكوردز |